# Fährmannsfest Hannover

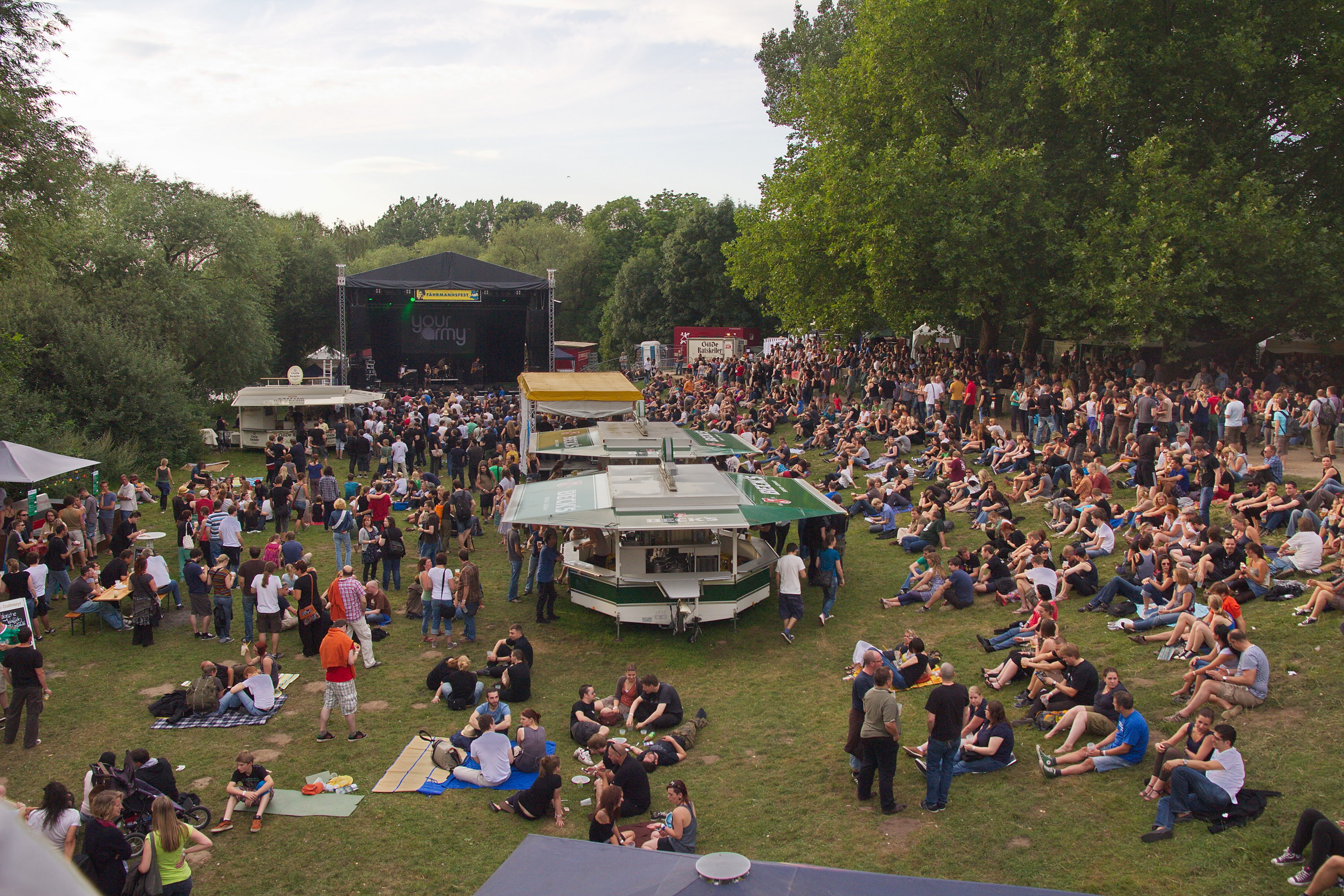
Musikbühne und Publikumsbereich des Fährmannsfestes 2012

Das Fährmannsfest Hannover ist ein dreitägiges Musik- und Kulturfest in Hannover. Es findet jedes Jahr an einem Augustwochenende in den Stadtteilen Linden-Nord und Calenberger Neustadt südlich des FAUST-Geländes am Zusammenfluss von Ihme und Leine statt. Das Fest ist mit etwa 10.000 Besuchern das größte alternative Open-Air-Festival in der Region Hannover und wird auch „Das kleine Woodstock an der Leine“ genannt.

## Entstehung

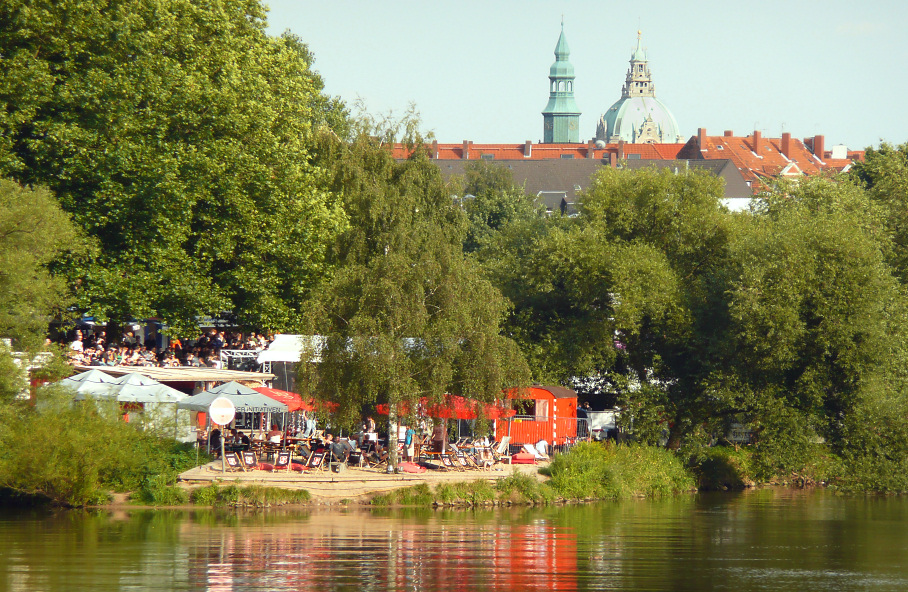
Strand und Backstagebereich der Musikbühne an der Mündung der Ihme in die Leine

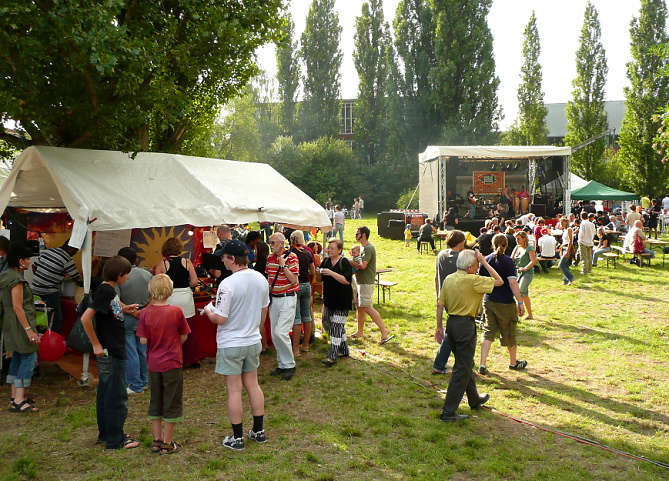
Stände und Kulturbühne im eintrittsfreien Bereich

Das Fährmannsfest entstand 1983 aus der spontanen Idee, ein kleines Open Air für Freunde der Rockmusik zu veranstalten. Es wurde im August 1983 erstmals an der Justus-Garten-Brücke über die Ihme veranstaltet. Seitdem ist aus dem sommerlichen Stadtteilfest ein kleines Festival mit überregionaler Bekanntheit geworden, das von Freitag bis Sonntag stattfindet. Von der Konzeption her war es ein Nachbarschaftsfest und eine „Umsonst und draußen“- Veranstaltung, deren Kosten durch den Verkauf von Speisen und Getränken bestritten wurden. Dies ist in einem großflächigen, eintrittsfreien Bereich beibehalten worden. Jedoch für den abgegrenzten Bereich des Musikfestivals wird inzwischen an zwei von drei Veranstaltungstagen Eintritt zur Deckung der Kosten erhoben.

### Name
Der Name des Festes beruht auf einer früheren Seilfähre über die Ihme, die von 1877 bis 1947 beim damals auf der Landzunge zwischen Ihme und Leine gelegenen Gartenlokal Justus Garten Hannover mit Linden verband. Das Lokal wurde im Zweiten Weltkrieg komplett zerstört, sein Grundstück ist der heutige Veranstaltungsort. Die Fährstelle befand sich beim FAUST-Gelände.

### Chaostage
Bei den Chaostagen 1995 in der Nordstadt mit Straßenschlachten verlagerte sich am 5. August das Geschehen nach Linden, wo das Fährmannsfest stattfand. Viele bekamen den Eindruck, dort fände ein Punktreffen statt, da Auftritte der Punkbands Pressureflip aus Hannover und Total Chaos aus Los Angeles angekündigt waren. Nachdem am frühen Abend ein Bierstand mit den Worten „Freibier für alle!“ überfallen wurde, eskalierte die Situation und die Polizei stürmte das Gelände.

## Programmangebot

### Musikfestival
Im eintrittspflichtigen Bereich des Fährmannsfestes gaben in den Anfangsjahren örtliche Musikgruppen den Ton an. Es ging nicht um große Namen, sondern um die Förderung junger Musikgruppen, denen Gelegenheit geboten werden sollte, auf einer technisch hochwertigen Bühne vor großem Publikum aufzutreten. Inzwischen sind jeden Abend auch mehrere überregional bekannte Bands im Programm.

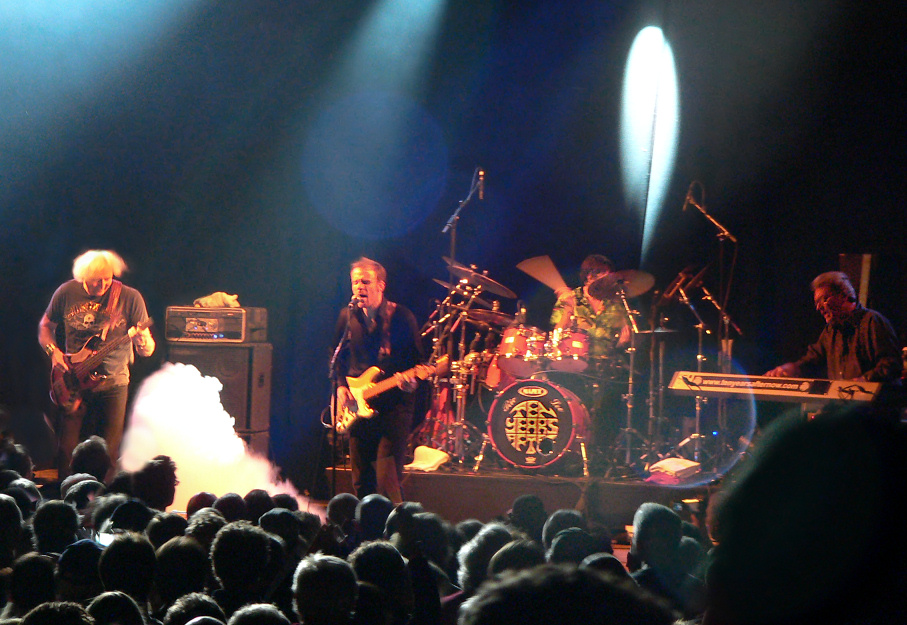
Ten Years After beim Fährmannsfest 2009
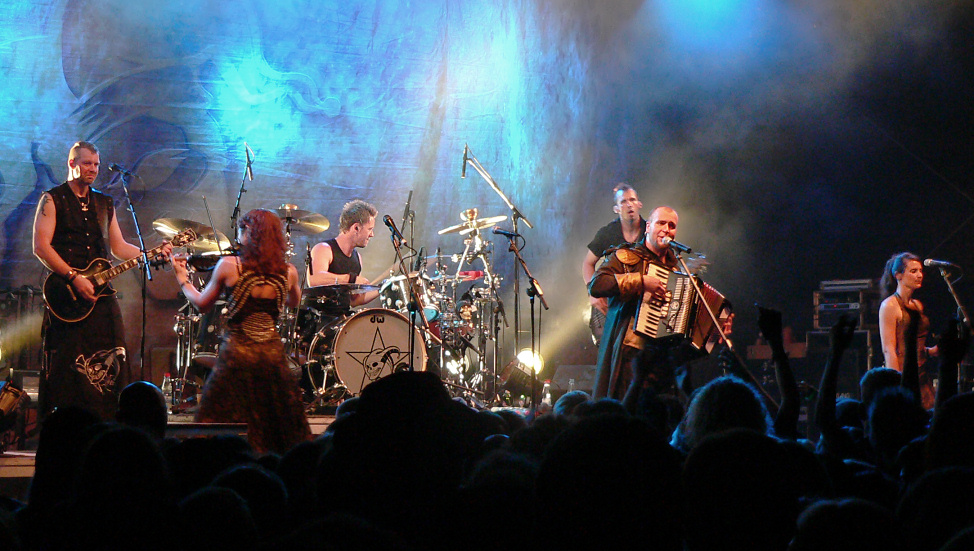
Schandmaul, 2009
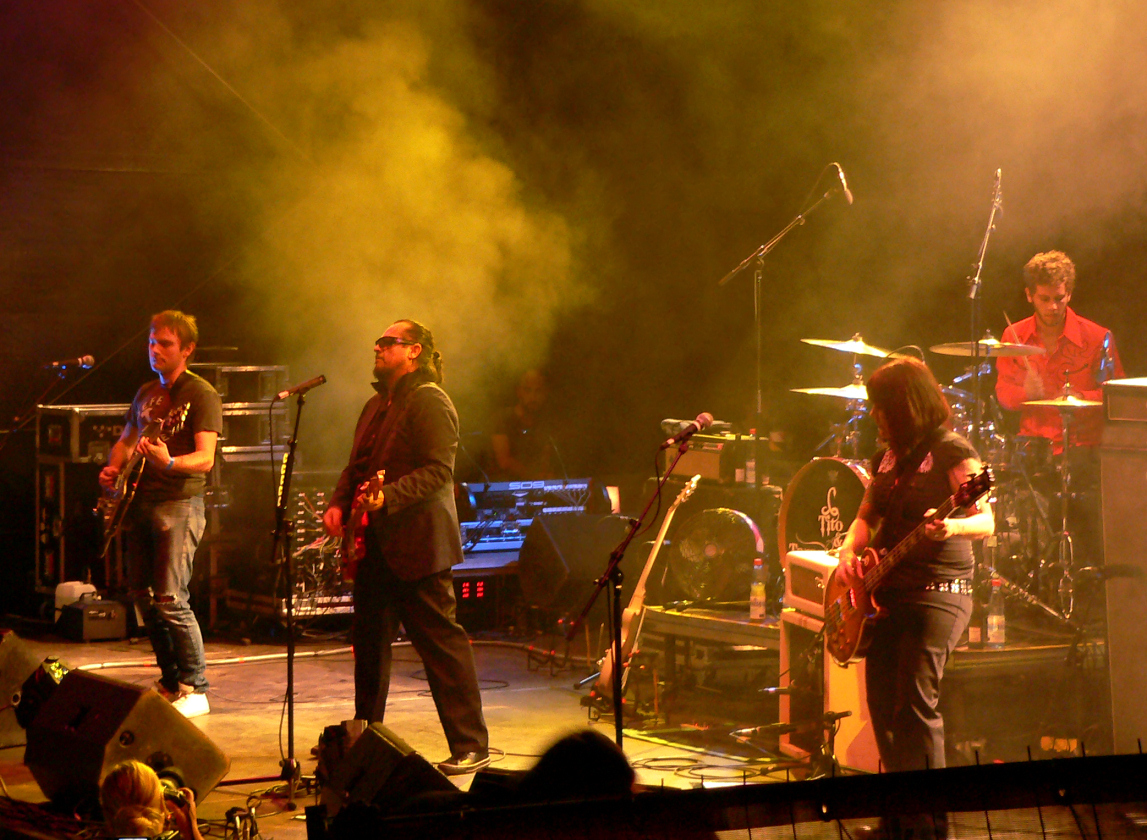
Tito & Tarantula, 2011
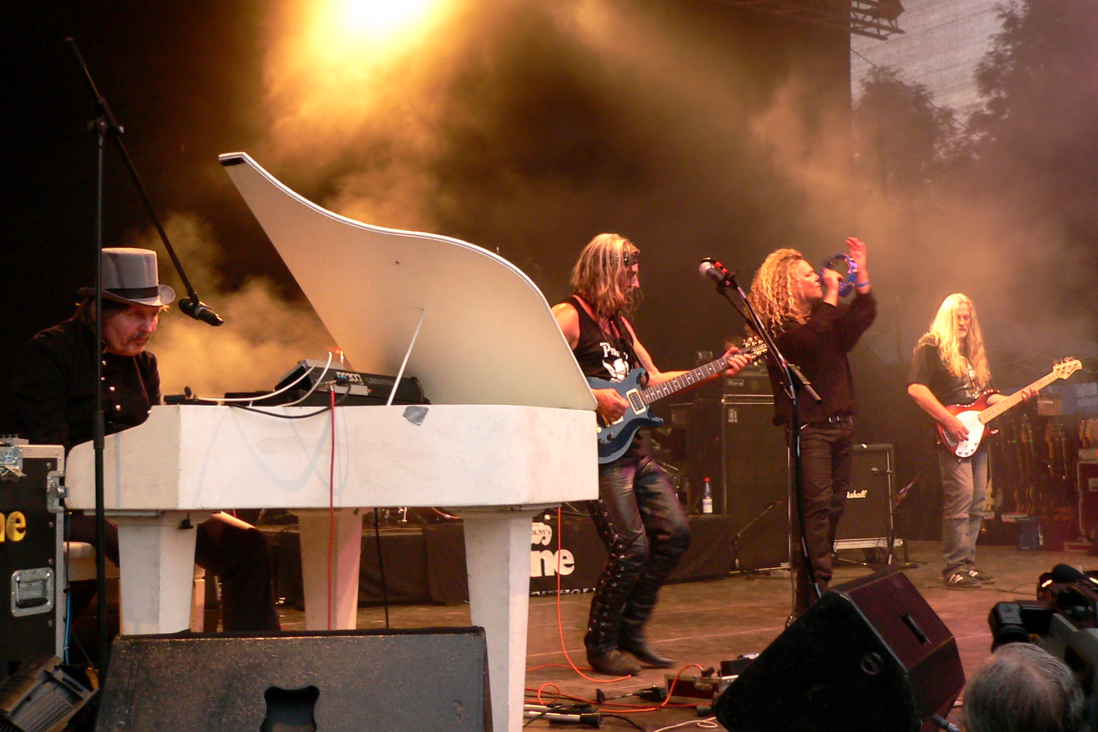
Werner Nadolnys Jane, 2011

### Kinder- und Kulturfest

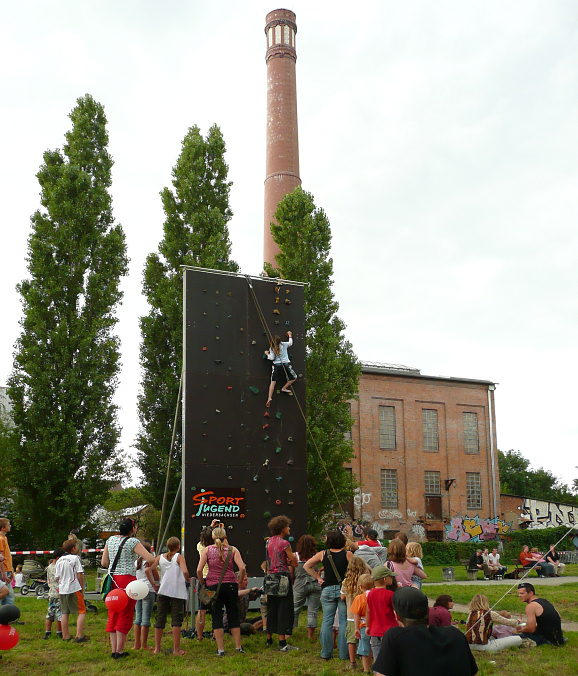
Kletterwand für Kinder, im Hintergrund das FAUST-Gelände

Im eintrittsfreien Bereich findet ein Kinder- und Kulturfest statt. Angebote für die vielen Kinder aus den umliegenden Stadtteilen sind Hüpfkissen, Animation zum Malen, Kleinkunsttheater, Märchenstunde, Zirkusvorführungen.
Beim Kulturfest werden auch Darbietungen musikalischer Art geboten. Darüber hinaus stellen Initiativen, Vereine, Parteien und Gruppen der umliegenden Stadtteile ihre Tätigkeit vor. Sie repräsentieren viele Bereiche gemeinnützigen Engagements in Hannover. Daneben lockert eine beschränkte Zahl von Verkaufsständen die Atmosphäre auf und bietet Gelegenheit zum Flanieren und zum Gespräch.